# Franz Walter Müller
Franz Walter Müller (* 12. August 1912 in Eimersdorf; † 11. Oktober 1998) war ein deutscher Romanist.

## Leben und Werk
Müller war ein Marburger Schüler von Werner Krauss. Von 1959 bis 1963 war er ordentlicher Professor für romanische Philologie an der FU Berlin, ab 1963 an der Universität Frankfurt. Müller wurde 1977 emeritiert.

## Werke
- Rimbauds Trunkenes Schiff. Geschichte der deutschen Übertragungen. In: Die Wandlung 11, 1946, S. 981–992.
- Zur Geschichte des Wortes und Begriffes „nation“ im französischen Schrifttum des Mittelalters bis zur Mitte des 15. Jahrhunderts. In: Romanische Forschungen 58/59, 1947, S. 248–321.
- Der Rosenroman und der lateinische Averroismus des 13. Jahrhunderts, Frankfurt 1947.
- Molière und die Anciens. In: Romanistisches Jahrbuch 10, 1959, S. 119–146 (Vortrag Bonn 1958).
- Menéndez Pidal und die Rolandsliedforschung, Wiesbaden 1971.
- Arthur Rimbaud: Le Bateau ivre. In: Die französische Lyrik, hrsg. von Hans Hinterhäuser, Düsseldorf 1975, S. 99–114.
- Alegoría y realismo en los Sueños de Quevedo. In: Francisco de Quevedo, hrsg. von Gonzalo Sobejano, Madrid 1978, S. 218–241.